# Ващило, Александр
Александр Ващило (бел. Аляксандар Вашчыла; род. 30 августа 1981) — белорусский легкоатлет, специалист по метанию молота. Выступал за сборную Белоруссии по лёгкой атлетике в 2000-х годах, победитель Универсиады в Бангкоке, обладатель бронзовой медали молодёжного чемпионата Европы, победитель и призёр первенств национального значения.

## Биография
Александр Ващило родился 30 августа 1981 года. Занимался лёгкой атлетикой в Минске.
Впервые заявил о себе в метании молота на международном уровне в сезоне 2001 года, когда вошёл в состав белорусской национальной сборной и выступил на молодёжном европейском первенстве в Амстердаме, где с результатом 67,53 закрыл десятку сильнейших.
В 2003 году на молодёжном европейском первенстве в Быдгоще метнул молот на 71,91 метра и выиграл бронзовую медаль, уступив только венгру Кристиану Паршу и турку Эшрефу Апаку.
В 2005 году провалил допинг-тест — его проба показала наличие каннабиноидов. Спортсмену было вынесено публичное предупреждение.
В июле 2006 года на домашнем турнире в Стайках метнул молот на 78,80 метра, показав 13-й результат мирового сезона.
Будучи студентом, в 2007 году представлял Белоруссию на Универсиаде в Бангкоке — с результатом 76,94 превзошёл всех соперников и завоевал золотую награду.
В июне 2008 года победил на Кубке Белоруссии в Минске и установил здесь свой личный рекорд — 80,12 метра (14-й результат мирового сезона). Также победил в Первой лиге Кубка Европы в Лейрии. По окончании этого сезона завершил спортивную карьеру.